# Louis d’Armagnac

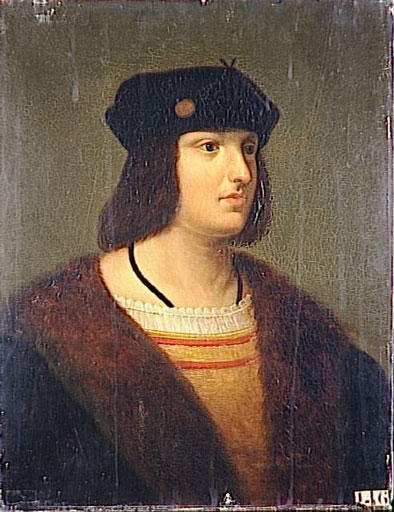
Louis d'Armagnac, Herzog von Nemours

Ludwig von Armagnac (Louis d’Armagnac; * 1472; † 28. April 1503 bei Cerignola) war ein französischer Adliger aus dem Haus Lomagne, Graf von Guise seit 1481 sowie Graf von Pardiac und Herzog von Nemours seit 1500.

## Leben
Er wurde als dritter Sohn von Jacques d’Armagnac und Louise d’Anjou geboren, seine Geschwister waren seine älteren Brüder Jacques und Jean sowie die jüngeren Schwestern Marguerite,
Catherine und Charlotte. 1491 folgte er auf seinen Onkel Karl V. als Graf von Guise. Er nahm unter Karl VIII. am ersten italienischen Krieg teil, durch ihn erhielt er Titel und Ländereien, die sein Vater wegen seines Verrates verloren hatte zurück. Im Jahr 1500 folgte er seinem Bruder Jean als Herzog von Nemours und Graf von Pardiac. Auch unter Ludwig XII. kämpfte er in Italien und wurde 1501 erster Vizekönig von Neapel während der kurzen französischen Herrschaft dort. Das Bündnis zwischen Frankreich und Spanien zerbrach aber bald. Am 21. April 1503 verloren die Franzosen ein Gefecht bei Seminara. Eine Woche später führte er in der für die französische Seite verheerenden Schlacht von Cerignola in Süditalien die französische Kavallerie, dabei wurde er von spanischen Arkebusieren getötet. Ludwig hatte keine legitimen Nachkommen, seine Titel erbte seine Schwester Marguerite.